# Seznam zápasů finské fotbalové reprezentace na Mistrovství Evropy
Finská fotbalová reprezentace byla celkem 1x na mistrovstvích Evropy ve fotbale a to v letech 2021.
- Aktualizace po ME 2021 - Počet utkání - 3 - Vítězství - 1 - Remízy - x - Prohry - 2

| Číslo | Soupeř | Výsledek | MS      | Fáze turnaje       | Góly Finska     |
| ----- | ------ | -------- | ------- | ------------------ | --------------- |
| 1.    | Dánsko | 1 – 0    | ME 2021 | základní skupina B | Joel Pohjanpalo |
| 2.    | Rusko  | 0 – 1    | ME 2021 | základní skupina B | Ne              |
| 3.    | Belgie | 0 – 2    | ME 2021 | základní skupina B | Ne              |